# Maritza Bustamante
Maritza Bustamante Abidar, được biết đến nhiều hơn với cái tên Maritza Bustamante, (sinh ngày 26 tháng 9 năm 1980) là một nữ diễn viên và người mẫu người Venezuela. Chị gái của họa sĩ hoạt hình Nelson Bustamante.bà  Cô hầu hết được biết đến với sự tham gia của cô vào telenigsas của Venezuela với mạng lưới truyền hình Venevisión.bà

## Sự nghiệp
Năm 2010, cô ký hợp đồng với mạng truyền hình Telemundo.bà  Opera opera đầu tiên của cô cho mạng là The dog love.bà
Năm 2010, cô làm nhân vật phản diện trong vở opera xà phòng, El fantasma de Elena.bà  
Năm 2012, cô tham gia vào vở opera xà phòng, Relaciones Peligrosas, làm lại từ loạt phim Tây Ban Nha Física o Química.bà

## Đóng phim
| Năm  | Tựa đề                        | Tính cách                                    | Kênh                |
| ---- | ----------------------------- | -------------------------------------------- | ------------------- |
| 2000 | Más que tình yêu.bà.. frenesí | María Fernanda López Fajardo                 | Venevisión          |
| 2000 | Guerra de teeses              |                                              | Venevisión          |
| 2001 | Las González                  |                                              | Venevisión          |
| 2003 | Tiếng Anh                     | Jennifer Cardenás                            | Venevisión          |
| 2003 | Ángel rebelde                 | Mariela Covarrubias                          | Venevisión          |
| 2000 | Amarte así                    | Barbie                                       |                     |
| 2005 | El amor no tiene preio        | Federica 'Kika' Mendéz                       | Sản xuất Fonovideo  |
| 2006 | Mi vida eres tú               | Beatriz 'Betty'                              | Venevisión          |
| 2007 | Acorralada                    | Caramen Vasquez                              | Mạng lưới Univisión |
| 2008 | Torrent                       | Ana Julia Briceño Mendizábal                 | Venevisión          |
| 2010 | Pecadora                      | Barbie                                       | Quốc tế Venevisión  |
| 2010 | Perro Amor                    | Daniela Valdiri                              | Telemundo           |
| 2010 | El Fantasma de Elena          | Corina Santander                             | Telemundo           |
| 2012 | Relaciones Peligrosas         | Ana Conde                                    | Telemundo           |
| 2012 | Los secretos de Lucía         | Bonny Cabello                                | Venevisión          |
| 2014 | Reina de Corazones            | Jacqueline Montoya                           | Telemundo           |
| 2016 | Eva la trailera               | Ana Maria Granados                           | Telemundo           |
| 2017 | La fan                        | Lucia Thoát vị / Úrsula Molina vda de Blanco | Telemundo           |